# Léry (Eure)
Léry és un municipi francès situat al departament de l'Eure i a la regió de Normandia. L'any 2007 tenia 2.049 habitants.

## Demografia

### Població
El 2007 la població de fet de Léry era de 2.049 persones. Hi havia 812 famílies de les quals 243 eren unipersonals (152 homes vivint sols i 91 dones vivint soles), 182 parelles sense fills, 275 parelles amb fills i 112 famílies monoparentals amb fills.
La població ha evolucionat segons el següent gràfic:
Habitants censats

### Habitatges
El 2007 hi havia 876 habitatges, 829 eren l'habitatge principal de la família, 19 eren segones residències i 28 estaven desocupats. 559 eren cases i 312 eren apartaments. Dels 829 habitatges principals, 407 estaven ocupats pels seus propietaris, 404 estaven llogats i ocupats pels llogaters i 18 estaven cedits a títol gratuït; 37 tenien una cambra, 101 en tenien dues, 173 en tenien tres, 220 en tenien quatre i 298 en tenien cinc o més. 465 habitatges disposaven pel capbaix d'una plaça de pàrquing. A 386 habitatges hi havia un automòbil i a 318 n'hi havia dos o més.

### Piràmide de població
La piràmide de població per edats i sexe el 2009 era:
| Homes | Edats   | Dones |
| ----- | ------- | ----- |
| 0     | 95 o +  | 1     |
| 6     | 90 a 94 | 6     |
| 10    | 85 a 89 | 5     |
| 8     | 80 a 84 | 15    |
| 26    | 75 a 79 | 29    |
| 16    | 70 a 74 | 30    |
| 15    | 65 a 69 | 30    |
| 41    | 60 a 64 | 23    |
| 31    | 55 a 59 | 38    |
| 68    | 50 a 54 | 54    |
| 52    | 45 a 49 | 69    |
| 64    | 40 a 44 | 83    |
| 119   | 35 a 39 | 79    |
| 89    | 30 a 34 | 98    |
| 89    | 25 a 29 | 104   |
| 75    | 20 a 24 | 80    |
| 96    | 15 a 19 | 76    |
| 86    | 10 a 14 | 60    |
| 70    | 5 a 9   | 89    |
| 76    | 0 a 4   | 81    |

## Economia
El 2007 la població en edat de treballar era de 1.384 persones, 1.027 eren actives i 357 eren inactives. De les 1.027 persones actives 857 estaven ocupades (477 homes i 380 dones) i 171 estaven aturades (84 homes i 87 dones). De les 357 persones inactives 83 estaven jubilades, 143 estaven estudiant i 131 estaven classificades com a «altres inactius».

### Ingressos
El 2009 a Léry hi havia 838 unitats fiscals que integraven 2.115 persones, la mediana anual d'ingressos fiscals per persona era de 17.588,5 €.

### Activitats econòmiques
Dels 70 establiments que hi havia el 2007, 1 era d'una empresa alimentària, 5 d'empreses de fabricació d'altres productes industrials, 13 d'empreses de construcció, 16 d'empreses de comerç i reparació d'automòbils, 4 d'empreses de transport, 3 d'empreses d'hostatgeria i restauració, 1 d'una empresa d'informació i comunicació, 1 d'una empresa financera, 3 d'empreses immobiliàries, 10 d'empreses de serveis, 8 d'entitats de l'administració pública i 5 d'empreses classificades com a «altres activitats de serveis».
Dels 20 establiments de servei als particulars que hi havia el 2009, 1 era una oficina de correu, 4 tallers de reparació d'automòbils i de material agrícola, 2 paletes, 2 guixaires pintors, 2 fusteries, 3 lampisteries, 1 electricista, 1 empresa de construcció, 2 perruqueries, 1 restaurant i 1 agència immobiliària.
Dels 5 establiments comercials que hi havia el 2009, 1 era una botiga de més de 120 m², 1 una botiga de menys de 120 m², 1 una fleca, 1 una sabateria i 1 una joieria.
L'any 2000 a Léry hi havia 7 explotacions agrícoles.

## Equipaments sanitaris i escolars
L'únic equipament sanitari que hi havia el 2009 era una farmàcia.
El 2009 hi havia 1 escola maternal i 1 escola elemental.

## Poblacions més properes
El següent diagrama mostra les poblacions més properes.